# Jalal Talabani

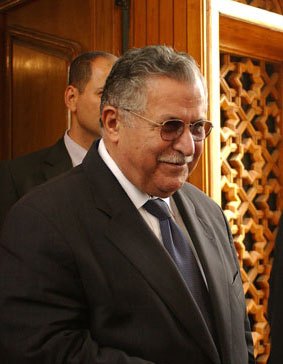
Jalal Talabani. Foto: USDA.

Jalal Talabani (Kelkan (Irak), 12 november 1933 – Berlijn, 3 oktober 2017) was een Iraaks-Koerdisch politicus. Van 7 april 2005 tot 24 juli 2014 was hij president van Irak. Eerder was hij van 1 november 2003 tot 30 november 2003 president van de interim-regeringsraad onder de Coalition Provisional Authority. Talabani was vanaf de oprichting tot zijn dood leider van de Patriottische Unie van Koerdistan (PUK).

## Jeugd
Talabani verhuisde op jeugdige leeftijd eerst naar Erbil en later naar Kirkoek, waar hij rechten studeerde. Hij maakte echter zijn studie niet af, omdat hij gezocht werd door de Iraakse geheime dienst vanwege zijn politieke activiteiten. Talabani moest vluchten.

## PUK
In 1975 richtte hij de Patriottische Unie Koerdistan op, nadat er al jarenlang een schisma binnen de KDP bestond. De PUK ging gelden als het radicale en intellectuele alternatief voor de meer traditionele KDP, maar wilde naar eigen zeggen 'Koerdistan herbouwen volgens moderne en democratische principes'. In de jaren die volgden kwam het regelmatig tot een treffen tussen de KDP van Massoud Barzani en de PUK van Talabani, hoewel de twist meer om persoonlijke problemen ging dan om ideologische. Barzani's KDP schrok er niet voor terug om bondgenootschappen aan te gaan met Saddam Hoessein en Turkije, onder andere voor de smokkel van aardolie naar Turkije. Talabani werkte echter nauw samen met Syrië, Iran en de VS. Daarnaast zouden zowel Barzani als Talabani door Turkije zijn gesteund tijdens het presidentschap van Turgut Özal, onder andere door het verstrekken van een Turks diplomatiek paspoort, waardoor zij vrij rond de wereld konden reizen.
Na de Golfoorlog verkreeg Koerdistan een internationaal beschermde status. De Amerikaanse en Engelse luchtmacht bewaakten het Koerdische luchtruim. Aanvankelijk werkten de Koerdische facties samen in een parlement. Maar van 1994 tot 1998 mocht opnieuw van onderlinge oorlog gesproken worden. Dit resulteerde in deling van het gebied in twee staatjes.

## Presidentschap
Op 6 april 2005, na maandenlange onderhandelingen na de verkiezingen van 30 januari, werd Talabani benoemd tot president van Irak. Het was voor het eerst dat een Koerd tot president gekozen werd. Hij kreeg twee vicepresidenten: de soennitische Ghazi al-Yawar, die hiervoor interim-president was, en de sjiitische Adel Abdul Mehdi.
De regering moest een nieuwe grondwet opstellen die vervolgens in een referendum aan het volk werd voorgelegd. Keurt het volk de grondwet goed, dan volgen nieuwe verkiezingen volgens die grondwet. Tot die tijd is Talabani de interim-president. Hij was tegenstander van de doodstraf en kondigde aan een eventueel doodvonnis van Saddam Hoessein niet te zullen bekrachtigen. Uiteindelijk werd de Iraakse ex-dictator toch opgehangen.
Talabani kreeg in 2012 een beroerte. In 2014 trad hij wegens gezondheidsproblemen af en werd hij opgevolgd door Fuad Masum. Hij overleed in 2017 op 83-jarige leeftijd.